# Potevo rimanere offeso!
Potevo rimanere offeso! è uno spettacolo teatrale del trio comico Aldo, Giovanni e Giacomo del 2001, con la regia di Massimo Venier.
Lo show è costruito intorno alla proiezione dei filmati degli Svizzeri (Hüber, Rezzonico e Gervasoni) – già visti nella stagione televisiva 1996-1997 di Mai dire Gol –, inframezzati da alcuni sketch live del trio comico. Registrato presso l'allora Fillmore Live Club di Cortemaggiore il 24 ottobre 2001, allo spettacolo hanno partecipato anche Raul Cremona, nei panni di Silvano il Mago di Milano, e il musicista Lele Micò; le voci di scena sono di Silvana Fallisi e Saturno Brioschi.
È stato trasmesso in prima visione televisiva sulla pay TV Tele+ nello stesso anno.

## Spettacolo

### Gli svizzeri
Durante lo spettacolo sono proiettati i seguenti filmati:
1) La lingua ghiacciata
Il signor Rezzonico è affetto da un'infezione pelvica; in una giornata molto calda, si dirige al freezer della sua abitazione per cercare un ghiacciolo al tamarindo, di cui è molto ghiotto. Sfortunatamente sua moglie ha spostato i ghiaccioli in fondo al freezer per fare posto al minestrone surgelato e ai pacchi di crocchette di cui è ghiotta lei, quindi Rezzonico, nel protendersi, sporge la lingua, che gli rimane attaccata al ghiaccio che ricopre il congelatore.
Rezzonico quindi chiama la polizia, ma la lingua ghiacciata gli impedisce di spiegare chiaramente cosa gli sta succedendo, quindi la centralinista si convince che l'uomo sia vittima di un'aggressione.
Gli unici ad intuire il problema sono il poliziotto Huber e il fratello di Rezzonico, anche lui poliziotto, i quali intervengono e, dopo aver trovato Rezzonico, cercano di staccare la lingua dal frigo. Dopo aver provato in vari modi, ci riescono con un bicchiere d'acqua calda.
2) La camicia stretta
Per distrarsi da una spondiloartrosi al coccige, Rezzonico decide di fare un po' di shopping e si reca nel negozio dello stilista Fausto Gervasoni per comprarsi una camicia. Gervasoni inizia quindi a proporgliene numerose, senza però incontrare il suo gusto. A un certo punto decide di fargliene provare una a righe, che a Rezzonico comunque non piace. Gervasoni allaccia quindi il bottone più in alto e Rezzonico inizia a soffocare.
Lo stilista chiama aiuto e a questo punto interviene Huber, che con un colpo di pistola fa saltare il bottone, ma allo stesso tempo uccide un cliente che si stava provando una camicia in un camerino immediatamente dietro Rezzonico. Lo sketch si chiude con Rezzonico che afferma che Gervasoni lo ha costretto a comprare la camicia.
3) Il singhiozzo
Rezzonico è vittima di un fastidioso singhiozzo e si ricorda di un antico rimedio locale per combatterlo, ovvero preparare una torta con crauti e vaniglia; mentre cerca di accendere il forno, sbatte la testa a causa del singhiozzo e perde i sensi, rischiando di finire intossicato dal gas rimasto aperto. Il poliziotto Huber sente l'odore di gas proveniente dall'appartamento di Rezzonico e si dirige lì per salvarlo. Dopo aver affrontato il cane da guardia Augenthaler, si dirige al forno e sistema l'ormai quasi esanime Rezzonico accanto ad una finestra che apre per cambiare l'aria, ma precipita fuori dall'appartamento e cade a terra. La situazione quindi si capovolge e sarà Rezzonico, ripresosi, a prendersi cura di Huber. 
4) Ping Pong
La finale del torneo condominiale di ping pong del Residence Stella Alpina si gioca tra Gervasoni e Rezzonico, affetto dal morbo di Dupuytren. Nonostante la menomazione fisica, Rezzonico domina l'incontro e si permette di prendere in giro il rivale, ma sul punteggio di 17-0 Gervasoni, arrabbiato, reagisce effettuando una forte schiacciata che fa finire la pallina in gola a Rezzonico, che inizia a soffocare.
A quel punto Gervasoni chiama aiuto: Huber, sentendo le grida, si arrampica sul palazzo, irrompe nella stanza e riesce a far sputare la pallina a Rezzonico con l'aiuto di un compressore.
5) La Stralugano
Gervasoni e Rezzonico corrono la maratona Stralugano: Rezzonico vince e torna a casa per rilassarsi con un pediluvio balsamico, mentre Gervasoni arriva ultimo e decide di vendicarsi mettendo dell'acido muriatico nella bottiglia del pediluvio. Mentre Rezzonico sta per mettere i suoi piedi nel pediluvio, il poliziotto Huber, che ha intuito il pericolo grazie al suo sesto senso, fa irruzione in casa di Rezzonico e getta via l'acqua avvelenata, la quale però finisce su un passante, uccidendolo.
6) Sonnambuli
I condomini del Residence Stella Alpina si ritrovano in un albergo per trascorrere le loro vacanze. Rezzonico fatica molto ad addormentarsi e, quando finalmente ci riesce, rimane vittima di un attacco di sonnambulismo. Gervasoni, che dorme nella stanza a fianco, vede Rezzonico che cammina avanti e indietro per il corridoio e inizia a inseguirlo. Anche Huber, percepito il pericolo, interviene per cercare di salvare Rezzonico, utilizzando una pistola silenziata per minimizzare il rumore.
Il poliziotto, per evitare rumori forti che possano svegliare Rezzonico facendolo restare traumatizzato, si trova a dover sparare contro molte persone (una signora che urla alla reception, una cameriera che fa le pulizie cantando, un cameriere con un carrello, una signora che parla a voce alta al telefono, una coppia che urla spaventata), ma ciò non serve a impedire che Gervasoni chiuda Rezzonico su un balcone dell’albergo. A questo punto, Huber fa arrivare un letto fuori dall’albergo e Rezzonico, cadendo dal balcone, atterra sul letto, fatto posizionare proprio lì sotto dal poliziotto, e si riaddormenta.
7) Il nascondino
Rezzonico, convalescente da una gastroduodenite pilorica, si ritrova con Gervasoni per giocare a nascondino, gioco al quale lo stilista afferma di vincere sempre. Tocca a Rezzonico nascondersi: trovato un bidone dell’immondizia, vi si infila. Gervasoni non riesce a trovarlo e, dopo averlo cercato per qualche minuto, se ne va. A questo punto, un'inserviente arriva a prendere il sacco dell’immondizia contenente Rezzonico e, senza chiedersi perché pesi così tanto, lo deposita presso un cassonetto. Poco dopo arriva un camion della nettezza urbana: il guidatore preleva il sacco e lo deposita nel camion.
Huber, che aveva seguito l'intera scena da lontano, utilizzando un fucile da cecchino, spara al guidatore prima che esso metta in moto il meccanismo di triturazione del camion, salvando Rezzonico. A questo punto il poliziotto libera il malcapitato, che torna al punto di partenza e vince a nascondino.
8) La raccolta funghi
Rezzonico, affetto da cataratta, si reca nelle foreste di Viganello con Gervasoni per raccogliere dei funghi. Mentre Rezzonico trova fin da subito tanti funghi, Gervasoni non ne trova neanche uno e, arrabbiato, per vendicarsi, decide di nascondere nel cestino del rivale un velenosissimo ovolo malefico. Tornando a casa, Rezzonico propone alla compagna Ulrike di preparare un risotto con i funghi raccolti, e nel risotto chiaramente finisce anche il fungo velenoso.
Huber, passeggiando nei boschi, si accorge che è stato raccolto un ovolo malefico e inizia a correre seguendo l'odore a mo' di segugio urlando È velenoso!. Arrivato a casa di Rezzonico, riesce a togliergli il risotto avvelenato dalle mani proprio un attimo prima che venga mangiato.
9) Il compleanno di Gervasoni
Gervasoni, per festeggiare il suo 25º compleanno, decide di organizzare una festa alla quale invita molti membri della jet society svizzera e Rezzonico. Per tutta la sera i due protagonisti cercheranno di conquistare una modella, Michelle, che ricambierà le avances di Rezzonico e non quelle di Gervasoni. Lo stilista, innervosito, fingendosi Michelle, fa recapitare un bigliettino a Rezzonico contenente un invito a presentarsi in cucina. Una volta che Rezzonico arriva lì, Gervasoni lo rinchiude nella cella frigorifera e se ne ritorna alla festa.
A questo punto interviene Huber, che irrompe in cucina, trova un Rezzonico ormai congelato nella cella e, per scongelarlo, decide di metterlo nel forno ad oltre 250 °C. Una volta scongelato Rezzonico, i due tornano alla festa.
10) Hockey su ghiaccio
Nell’annuale sfida a hockey su ghiaccio del Residence Stella Alpina, dopo aver formato le squadre, il Real Viganello e lo United Bizzarone, tramite gioco della bandiera, a seguito del quale Rezzonico gioca per il Real Viganello e Gervasoni per lo United Bizzarone, la partita inizia ed è fin da subito a senso unico: la squadra di Rezzonico vince per 10-0, con questi che segna anche un gol, mentre Gervasoni, oltre ad aver sbagliato un gol sottoporta, viene anche espulso per 2 minuti in seguito a una presunta carica scorretta (in realtà effettuata nei suoi confronti dal Real Viganello). A fine partita, Gervasoni decide di vendicarsi di Rezzonico tirandogli il puck addosso.
Nei pochi secondi di tempo prima che il puck colpisca Rezzonico in faccia, Huber viene avvisato dell'imminente pericolo da un cane di nome Manolo, inizia a correre verso il palazzetto e sulla strada incontra la mountain biker Paola Pezzo, che si rifiuta di dargli la sua bicicletta, ma Huber le spara e se la prende ugualmente. Arrivato al palazzetto, salva Rezzonico in extremis sparando al puck e deviandolo verso uno degli arbitri.
11) Il morbillo di Rezzonico
Rezzonico è ricoverato presso l’ospedale Santa Polenta di Viganello in quanto affetto da morbillo. Mentre dorme, dopo essersi addormentato cantandosi la ninna nanna che gli cantava la madre da piccolo, si presenta in camera sua Gervasoni, travestito da suora, che tenta di ucciderlo iniettandogli una soluzione di veleno nella flebo. Proprio mentre la soluzione sta per entrare in circolo a Rezzonico, interviene Huber, nascosto sotto le coperte del letto, che spara al tubicino staccandolo, e i due riconoscono Gervasoni.
Rezzonico decide di vendicarsi di Gervasoni per tutte le volte che ha tentato di fargli del male, costringendolo ad un enorme clistere da 5 litri. Rezzonico e Huber accendono la televisione per vedere uno spettacolo di Aldo, Giovanni e Giacomo (per la precisione, si tratta di Tel chi el telùn); Huber spara all'infermiera perché temeva potesse attaccare il raffreddore e al compagno di stanza di Rezzonico perché lamentandosi nel sonno non permetteva di sentire la TV.

### Sketch
- Introduzione agli Svizzeri

Aldo, Giovanni e Giacomo provano a introdurre lo spettacolo. Dopo un'incomprensione tra Giovanni e Giacomo, Aldo prova a prendere in mano la situazione, lanciandosi in un'improbabile spiegazione secondo cui gli svizzeri di oggi sarebbero discendenti degli antichi greci. Incalzato dagli altri due, Aldo affermerà che in realtà i tre sono stati costretti a fare lo spettacolo.
- Ascensore

Giacomo prova a proporre un approfondimento culturale all'interno dello spettacolo, venendo però interrotto da Aldo e Giovanni che dapprima si divertono a fare delle smorfie alle sue spalle, poi simulano un ascensore.
- La telefonata

Giacomo prova nuovamente a proporre un approfondimento culturale, ma viene interrotto da Aldo che riceve una telefonata. Durante tale telefonata, questi prova ad indovinare chi si trova dall'altro lato della cornetta, senza successo. Alla fine, l'interlocutore si scopre essere sua madre.
- Il pensiero

Per colpa delle tante interruzioni, Giacomo è arrabbiato con Aldo e Giovanni, che per sistemare la situazione gli regalano un portaocchiali senza occhiali all'interno e con ancora il prezzo sopra. Ciò scatena nuovamente le ire di Giacomo; nella discussione, Aldo strappa inavvertitamente una manica della giacca di Giovanni. Aldo, a questo punto, giocherà con gli altri due al gioco della bandiera: vince Giacomo e Giovanni, per tutta risposta, spara agli altri due.
- Maestro Pippo Pacchiarotti (I atto)

Viene introdotto il super-ospite della serata, il grande tenore lirico Pippo Pacchiarotti (parodia di Luciano Pavarotti), interpretato da Aldo travestito, il quale, accompagnato al pianoforte da Lele Micò, canta un'improbabile versione lirica di Tre parole di Valeria Rossi. Giacomo e Giovanni fanno presente a Pacchiarotti che sarebbe il caso di eseguire un brano più di alto livello; in risposta, questi canta www.mipiacitu dei Gazosa. Finita l'esibizione, Giovanni e Giacomo cercheranno di fermare Lele Micò, che però non riesce a sentire essendo sordo.
- Aldo e il sax

Aldo si presenta sul palco con un sassofono e un mangiacassette, con l'intenzione di suonare un brano con una base registrata. Una volta fatto partire il nastro, Aldo scopre che la moglie, nel tentativo di riprodurre il brano, ha premuto per sbaglio il tasto per registrare sul mangiacassette, cancellando la melodia e registrando al suo posto i rumori di un momento in cui lo ha tradito con il parquettista.
- Maestro Pippo Pacchiarotti (II atto)

Pippo Pacchiarotti viene nuovamente invitato sul palco, con la speranza di un'esibizione più seria; questa volta egli canta una versione di Me gustas tú di Manu Chao con il testo palesemente modificato, facendo infuriare Giovanni e Giacomo, che lo trascinano giù dal palco pestandolo.
- Scarpe molli e fischietto a ultrasuoni

Giacomo tenta per l'ennesima volta di proporre un approfondimento culturale, ma come al solito viene ripetutamente disturbato, prima da Aldo, che ha delle scarpe (e delle calze) che emettono un rumore fastidioso ad ogni passo, e poi da Giovanni, che porta un fischietto ad ultrasuoni con il quale farà impazzire Aldo, che tirerà delle testate al pianoforte.
- La penetrazione (con Raul Cremona)

Introdotto dal trio, Cremona, nel ruolo di Silvano il mago di Milano, propone il gioco della penetrazione: scelto Giacomo come volontario, gli lega una corda alla vita e, bucando opportunamente tale corda sia davanti che dietro, riesce a far scorrere l'acqua dalla schiena al ventre di Giacomo.
- Enigmatico

Aldo si esegue in un numero di danza sulle note di Paranoimia degli Art of Noise: tale balletto, secondo Giovanni, è stato un insuccesso commerciale, proposto già due volte nel passato e nuovamente nel 2001 (anno dello spettacolo) in quanto "anno delle cagate". Durante tale numero, Aldo proverà per due volte a defilarsi senza successo e, dopo il secondo tentativo andato a vuoto, inizia a tirar fuori acqua e brioche dai suoi pantaloni e a consumarle. A questo punto interviene Giovanni, che spara ad Aldo.
- Vivisezione (con Raul Cremona)

Silvano il mago di Milano propone un altro gioco, quello della vivisezione: scelto nuovamente Giacomo come volontario, gli fa infilare il braccio all'interno di una scatola e prova a tagliarglielo senza fargli male, riuscendoci. Arrivato il momento di ricomporre il braccio, però, il mago non sa come proseguire il gioco e si defila nei camerini con Aldo e Giovanni.
- Conclusione

I tre ringraziano il pubblico nonché gli ospiti per la partecipazione.